# Johann Huber (Publizist)
Johann Nepomuk Huber (Pseudonym Janus; * 18. August 1830 in München; † 20. März 1879 in München) war ein deutscher Publizist und Philosoph.
Huber studierte nach dem Gymnasialabschluss 1850 am Wilhelmsgymnasium München in seiner Vaterstadt Theologie und Philosophie, habilitierte sich als Privatdozent 1854 und wurde 1859 außerordentlicher, 1864 ordentlicher Professor der Philosophie.
Als philosophischer Schriftsteller hat er sich durch die Schriften:
- Über die Willensfreiheit (München 1858),
- Idee der Unsterblichkeit (München 1864, 2. Aufl. 1865),
- Die Philosophie der Kirchenväter (München 1859),
- Studien (1867) und die Monographie
- Johannes Scotus Eriugena (1861) bekannt gemacht.

Die vorletzte Schrift wurde in Rom auf den Index gesetzt und, da Huber die Aufforderung zum Widerruf zurückwies, den katholischen Studenten der Theologie der Besuch seiner Vorlesungen verboten.
Huber eröffnete in der Augsburger Allgemeinen Zeitung seit 1867 den Kampf gegen Romanismus und Jesuitismus. Da er an der Ausarbeitung des berühmt gewordenen Buches Der Papst und das Konzil, von Janus (München 1869) sowie an den während des vatikanischen Konzils in der Allgemeinen Zeitung erschienenen Römischen Briefen großen Anteil hatte, galt er seitdem als ein Vorkämpfer der altkatholischen Bewegung, in deren Geist er die Broschüren: Das Papsttum und der Staat (das. 1870) und Die Freiheiten der französischen Kirche (1871) schrieb und auf den altkatholischen Kongressen fortan das Wort führte.
Auch sein Werk Der Jesuitenorden nach Verfassung und Doktrin, Wissenschaft und Geschichte (München 1873) wurde in Rom sogleich auf den Index gesetzt.
An der nationalen Erhebung beteiligte sich Huber mit der Schrift Das Verhältnis der deutschen Philosophie zur nationalen Erhebung (Berlin 1871) in zustimmendem, dagegen an der von den Naturwissenschaften ausgehenden Strömung durch seine Schriften:
- Die Lehre Darwins kritisch betrachtet (München 1871),
- Der alte und der neue Glaube kritisch gewürdigt (Nördlingen 1873),
- Die religiöse Frage,
- Zur Kritik moderner Schöpfungslehren (beide München 1875) in ablehnendem Sinn.

Außerdem veröffentlichte er:
- Der Proletarier, zur Orientierung in der sozialen Frage (München 1865)
- Kleine Schriften (Leipzig 1871)
- Der Pessimismus (München 1876)
- Die Forschung nach der Materie (1877)
- Zur Philosophie der Astronomie (1878)
- Das Gedächtnis (1878)